# Kommunalvalget i Grønland 2021
Kommunalvalget i Grønland 2021 fandt sted i Grønlands 5 kommuner den 21. april 2021. Ved valget blev Inuit Ataqatigiit (IA) det største parti med 36,9 % af stemmerne tæt fulgt af Siumut (S) med 35,5 % af stemmerne. Derefter kom Naleraq (N) med 10,5 %, Atassut (A) med 7,3 % og Demokraterne (D) med 6,8 %. Nunatta Qitornai (NQ) som kun stillede op i Avannaata Kommune og Sermersooq Kommune fik kun 0,9 % af stemmerne på landsplan. Samarbejdspartiet valgte ikke at stille op.

## Omfang og valgperiode
Valget omfattede kommunalbestyrelser, bygdebestyrelser og menighedsrepræsentationer. Valgdatoen er ved lov fastsat til at være første tirsdag i april måned. Valgperioden begynder 1. maj og varer 4 år. I 2021 var der valg til Grønlands parlament samtidig med kommunalvalget.

## Stemmeret
Valgretsalderen var 18 år. Ved valget havde personer som havde boet i Grønland i mindst 6 måneder forud for valget stemmeret. Personer som var midlertidigt fraflyttet Grønland, for eksempel i forbindelse med uddannelse eller hospitalsbehandling, og som havde boet i Grønland i en sammenhængende periode på mindst 2 år forud fra fraflytningen, kunne efter forudgående afstemning få tilladelse til at stemme. Endvidere skulle man enten være dansk statsborger eller have boet i Kongeriget Danmark i mindst 3 år for at stemme.

## Resultater
Der var 41.692 stemmeberettigede vælgere, hvoraf 26.617 eller 63,8 % stemte. Der var 26.104 gyldige stemmer som fordelte sig således:
| Parti                  | Stemmer | Pct    | Ændring fra 2017 |
| ---------------------- | ------- | ------ | ---------------- |
| Atassut (A)            | 1.943   | 7,3 %  | -4,5 %           |
| Demokraterne (D)       | 1.800   | 6,8 %  | -1,5 %           |
| Inuit Ataqatigiit (IA) | 9.823   | 36,9 % | +4,5 %           |
| Naleraq (N)            | 2.794   | 10,5 % | +5,9 %           |
| Nunatta Qitornai (NQ)  | 243     | 0,9 %  | +0,9 %           |
| Siumut (S)             | 10.458  | 35,5 % | -6,0 %           |
| Løsgænger              | 43      | 0,2 %  | +0,2 %           |

### Antal mandater for hvert parti i kommunerne
Mandatfordelingen efter parti og kommune var:
| Kommune            | A | D | IA | N | NQ | S  | Andre | I alt |
| ------------------ | - | - | -- | - | -- | -- | ----- | ----- |
| Avannaata Kommune  | 2 | 1 | 3  | 2 | 0  | 9  | 0     | 17    |
| Kujalleq Kommune   | 1 | 0 | 8  | 0 | 0  | 6  | 0     | 15    |
| Qeqertalik Kommune | 1 | 1 | 9  | 0 | 0  | 4  | 0     | 15    |
| Qeqqata Kommune    | 2 | 0 | 3  | 4 | 0  | 6  | 0     | 15    |
| Sermersooq Kommune | 0 | 2 | 9  | 2 | 0  | 6  | 0     | 19    |
| I alt              | 6 | 4 | 32 | 8 | 0  | 31 | 0     | 81    |